# Lindenallee 25 (Wernigerode)

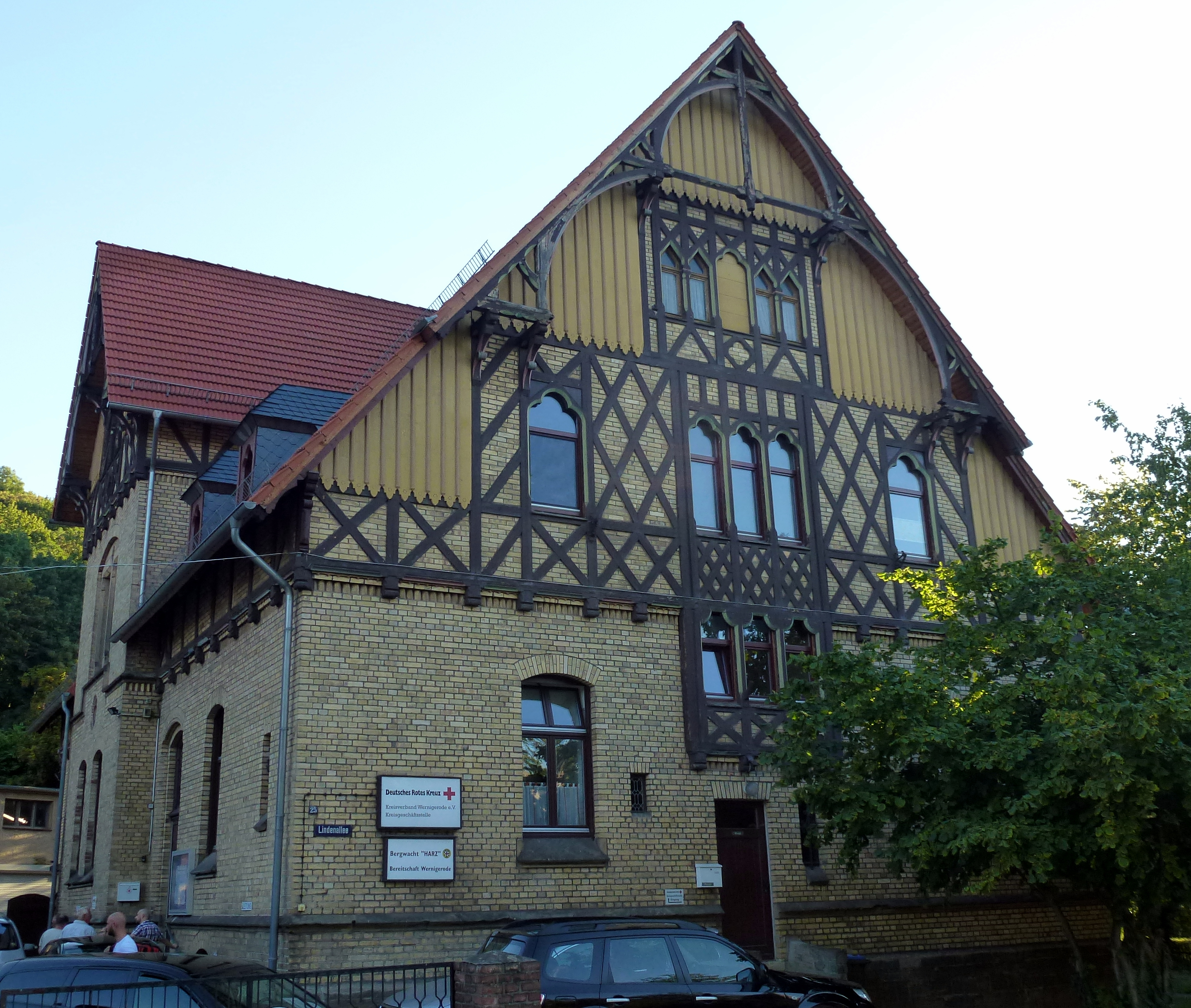
Verwaltungsgebäude Lindenallee 25 in Wernigerode

Das Haus Lindenallee 25 ist ein denkmalgeschütztes Haus in der Altstadt von Wernigerode, Landkreis Harz, in Sachsen-Anhalt. Es handelt sich um ein früher als Wohnhaus des fürstlich-stolberg-wernigerödischen Oberforstmeister genutztes Gebäude, das jetzt für öffentliche Verwaltungszwecke dient.

## Lage
Das Gebäude befindet sich am südöstlichen Ende der Wernigeröder Innenstadt direkt unterhalb von Schloss Wernigerode, an der Lindenallee, direkt gegenüber von Adlerdenkmal und Lustgartenmauer.

## Architektur und Geschichte
Es handelt sich um ein dreietagiges Gebäude, das im unteren Bereich in massiver Ziegelbauweise und in der ersten und zweiten Etage mit Fachwerkelementen errichtet wurde. Markant sind die an den gegenüberliegenden Hausseiten befindlichen Giebel bzw. Erker.
Laut Jahreszahl an der Gebäudefront wurde das Haus im Jahre 1876, das heißt unter der Regierung des Grafen Otto zu Stolberg-Wernigerode errichtet.
Bis zur Umnummerierung 1937 trug das Haus die Adresse Lindenallee 33.
1934 wurde das Gebäude in zwei Wohnungen aufgeteilt, von denen die eine der Direktor Hans Schmidt mit seiner Familie aus Halle (Saale) bezog. Bereits 1935 verzog Familie Schmidt nach Derenburg in ein eigenes Haus. Die zweite Wohnung in diesem Haus bewohnte der Obersekretär Lange.
Ab 1935 wohnte hier der nach Wernigerode versetzte Kreisarzt Medizinalrat Dr. Fehsenfeld. Dieser war 1937 und 1938 kurzzeitig im anhaltischen Dessau eingesetzt, kehrte aber anschließend nach Wernigerode zurück.
Beim Bombenangriff auf Wernigerode im Februar 1944 wurde das Dach des Gebäudes stark beschädigt und anschließend nur notdürftig ausgebessert. Im September 1945 wurde das Grundstück enteignet und im darauffolgenden Jahr musste einer der Mieter das Gebäude im Zuge der politischen Bereinigung räumen.
Es begann die Nutzung des Hauses für öffentliche Verwaltungszwecke, die noch heute andauert.
Im örtlichen Denkmalverzeichnis ist das Haus als Baudenkmal unter der Erfassungsnummer 094 25046 verzeichnet.